# Planotergum mirabile
Planotergum mirabile is een krabbensoort uit de familie van de Majidae. De wetenschappelijke naam van de soort is voor het eerst geldig gepubliceerd in 1935 door Balss.